# Tailgunner Jo
Tailgunner Jo é uma série de história em quadrinhos norte-americana publicada entre setembro de 1988 e janeiro de 1989. A série é composta de seis volumes escritos e desenhados por Peter Gillis e Tom Artis, com participação esporádica de outros artistas. Esta série estava sob o selo da DC Comics e continha o aviso Suggested for mature readers em sua capa, por conter conteúdo próprio para para adultos.